# Амброзија (митологија)
Амброзија је, према грчкој митологији, храна богова са Олимпа. Они су се према свим причама и легендама хранили амброзијом и пили нектар. Оваква врста исхране им је обезбеђивала бесмртност.
Полубогови када би је појели осећали би се много боље. У великим количинама може да их усмрти. То такође важи и за нектар.